# فتح جزيرة رودس
كان حصار رودس (أو فتح رودس كما في المصادر ذات الصبغة القومية) عام 1522 هي المحاولة الثانية – والتي تكللت بالنجاح في نهاية المطاف – من قبل الدولة العثمانية لطرد فرسان رودس من معقلهم في الجزيرة، وبالتالي تأمين السيطرة العثمانية على شرق البحر الأبيض المتوسط. أما المحاولة الأولى في عام 1480، فقد باءت بالفشل.
ورغم التحصينات القوية جدًا، فقد جرى تدمير الأسوار على مدى ستة أشهر بواسطة المدفعية العثمانية والألغام.

## تاريخ
كان فرسان القديس يوحنا، المعروفون أيضًا باسم فرسان الإسبتارية، قد استولوا على جزيرة رودس في أوائل القرن الرابع عشر بعد سقوط عكا عام 1291، وهي آخر معاقل الصليبيين في فلسطين. ومنذ انطلاقهم من رودس، أصبحوا طرفًا نشطًا في التجارة في بحر إيجه، وكانوا يضايقون أحيانًا السفن العثمانية في منطقة بلاد الشام بهدف تأمين السيطرة على شرق البحر الأبيض المتوسط. تصدت جماعة الفرسان لمحاولة أولى من الدولة العثمانية للاستيلاء على الجزيرة عام 1480. ولكن استمرار وجودهم قبالة الساحل الجنوبي للأناضول ظل عقبة رئيسية أمام التوسع العثماني. وفي عام 1481، تعرضت الجزيرة لزلزال كبير.
بعد الحصار والزلازل، خضعت القلعة لتعزيزات كبيرة وفقًا لنمط التحصينات الجديد المعروف باسم "الطراز الإيطالي"، الذي صُمم خصيصًا لمقاومة المدفعية. وفي أكثر القطاعات تعرضًا للهجوم من جهة اليابسة، شملت التحسينات زيادة سمك الجدران الرئيسية ومضاعفة عرض الخندق الجاف، تحويل الجدار المقابل للخندق إلى منشآت دفاعية ضخمة تُعرف باسم "تيناي"، بناء دعامات دفاعية حول معظم الأبراج، وإنشاء أنفاق دفاعية تسمح بإطلاق النار على طول الخندق.كما تم تقليص عدد البوابات، واستُبدلت الشُرفات القديمة المتعرجة بأخرى مائلة أكثر ملاءمة لاستخدام المدافع. وقد قام بأعمال البناء فريق من البنّائين والعمال والعبيد، حيث أُجبر العبيد المسلمون على تنفيذ أصعب المهام.
في عام 1521، تم انتخاب فيليب فيلييه دي ليزيل-آدام كأستاذ أعظم للفرسان. وبينما كان يتوقع هجومًا عثمانيًا جديدًا، استمر في تحصين المدينة، ودعا فرسان النظام المنتشرين في أوروبا إلى القدوم للدفاع عن الجزيرة. إلا أن بقية أوروبا تجاهلت دعوته، ولم يستجب سوى الفارس السير جون راوسون، رئيس فرع النظام في أيرلندا، الذي جاء وحده.
كانت المدينة محمية بواسطة جدارين حجريين، وفي بعض الأماكن ثلاثة جدران، بالإضافة إلى عدة حصون ضخمة. وقد تم تقسيم مسؤوليات الدفاع على القطاعات المختلفة بحسب "اللغات"، وهي الجماعات اللغوية/القومية داخل التنظيم. وكان مدخل الميناء مغلقًا بسلسلة حديدية ضخمة، خلفها رست سفن الفرسان الحربية.
أقنع الوزير بيري محمد باشا السلطان سليمان القانوني بمهاجمة رودس، فشارك كل من بيري وتشوبان وكورط أوغلو في اجتماعات الديوان، حيث حثّ بيري السلطان على الإسراع في التحرك نحو رودس. ثم خرج بيري مع السلطان إلى الحرب.

## العواقب
انتهى حصار رودس بانتصار الدولة العثمانية. وقد شكّل فتح رودس خطوة حاسمة نحو السيطرة العثمانية على شرق البحر الأبيض المتوسط، وسهّل بشكل كبير خطوط الاتصال البحرية بين القسطنطينية (إسطنبول) والقاهرة وموانئ بلاد الشام. ولاحقًا، في عام 1669، انطلقت القوات العثمانية من رودس لاحتلال جزيرة كريت الفينيسية.
بعد خسارتهم لرودس، انتقل فرسان الإسبتارية مؤقتًا إلى صقلية، ولكن في عام 1530، منحهم الإمبراطور شارل الخامس جزر مالطا وجوزو، إضافة إلى مدينة طرابلس الليبية، وذلك بعد اتفاق مع البابا كليمنت السابع، الذي كان هو نفسه أحد الفرسان.
لعب بيري محمد باشا دورًا مهمًا في الحملة على رودس. ومع ذلك، فقد واجه بعد عودته إلى إسطنبول اتهامات بتلقي الرشوة، تتعلق بحادثة سابقة مزعومة في مصر، يُرجح أنها كانت مفبركة من قِبل خصمه أحمد باشا، الذي كان يسعى إلى عزله من منصب الصدر الأعظم (الوزير الأول).

## معرض صور

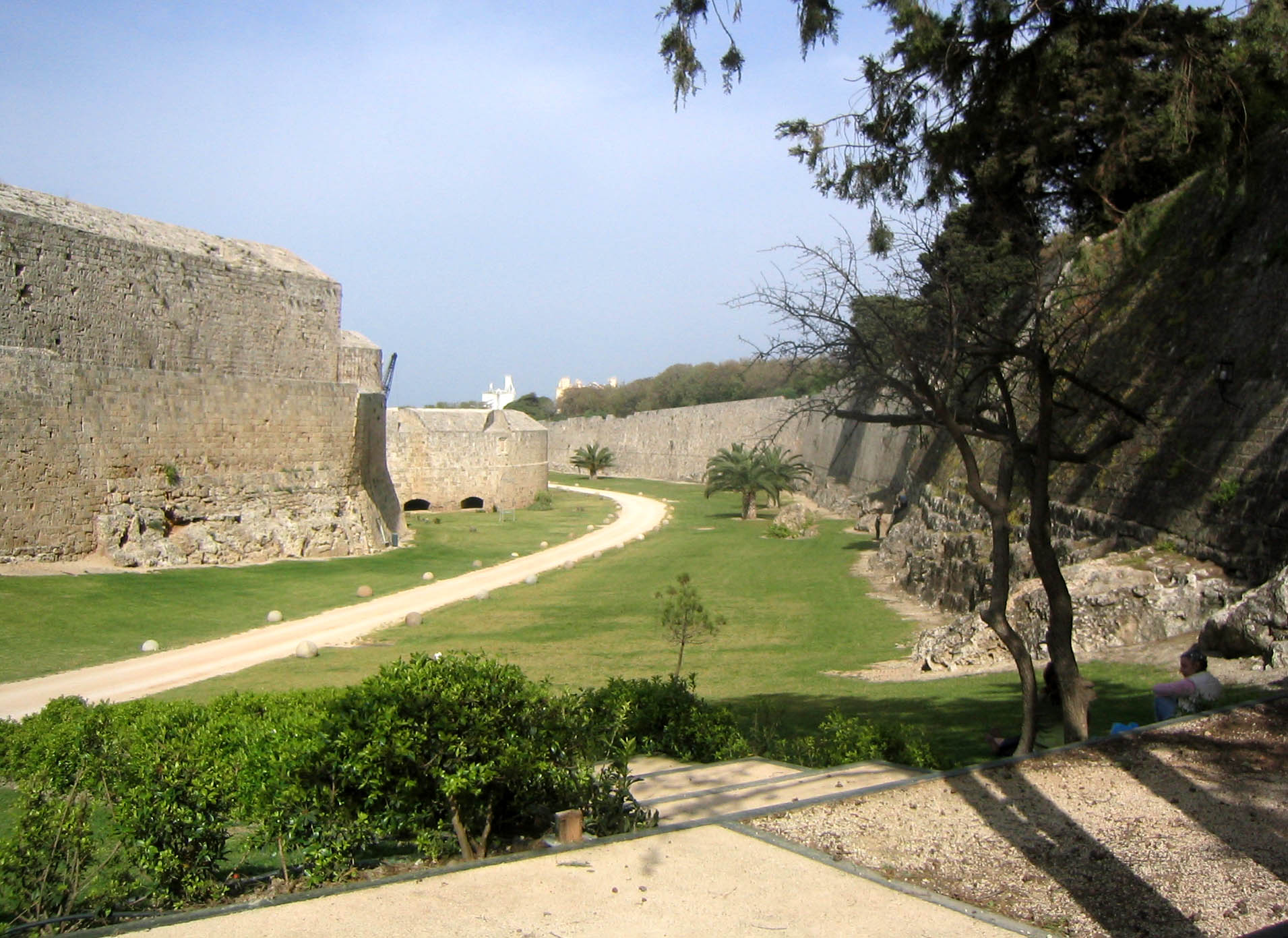
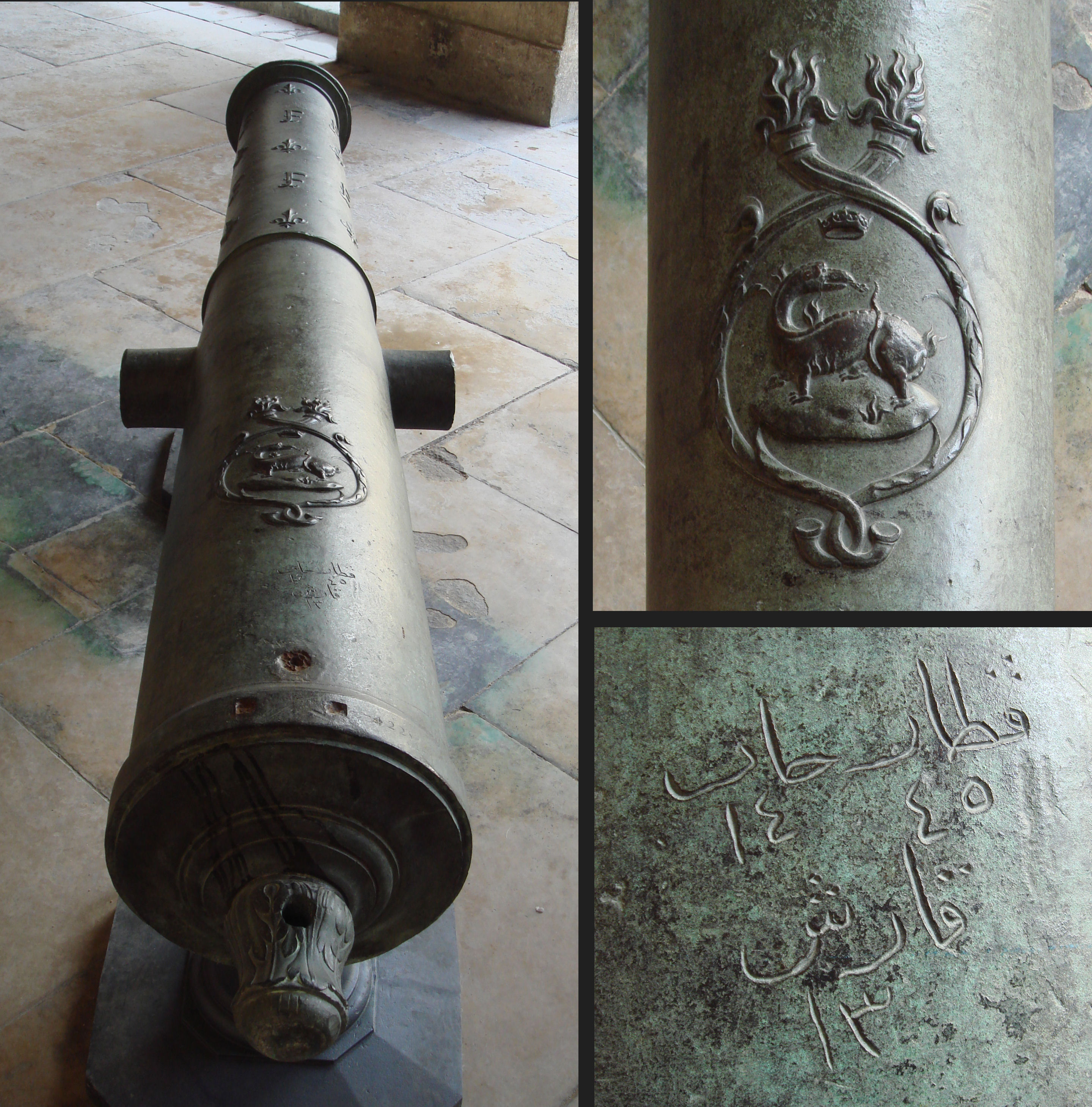
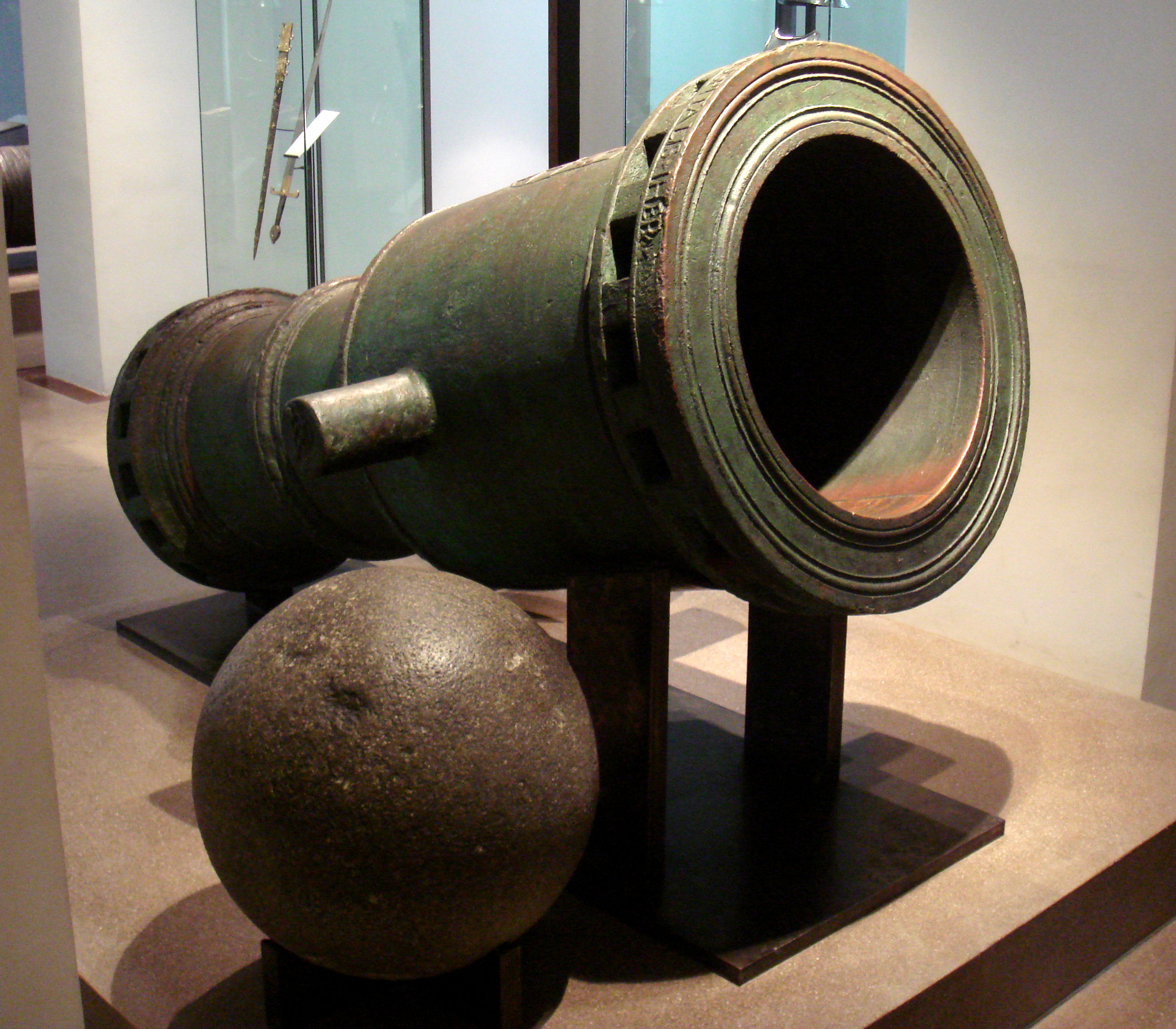
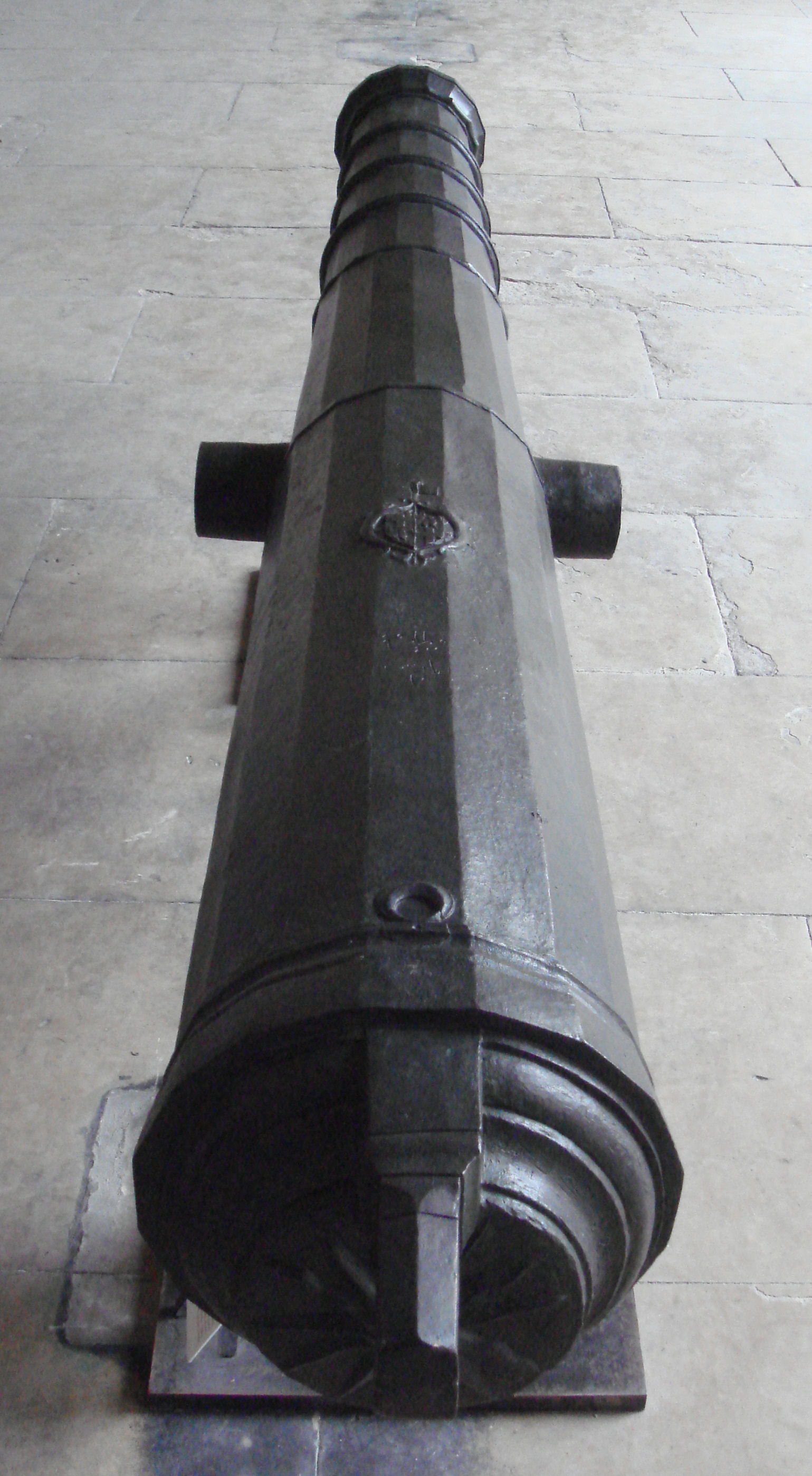
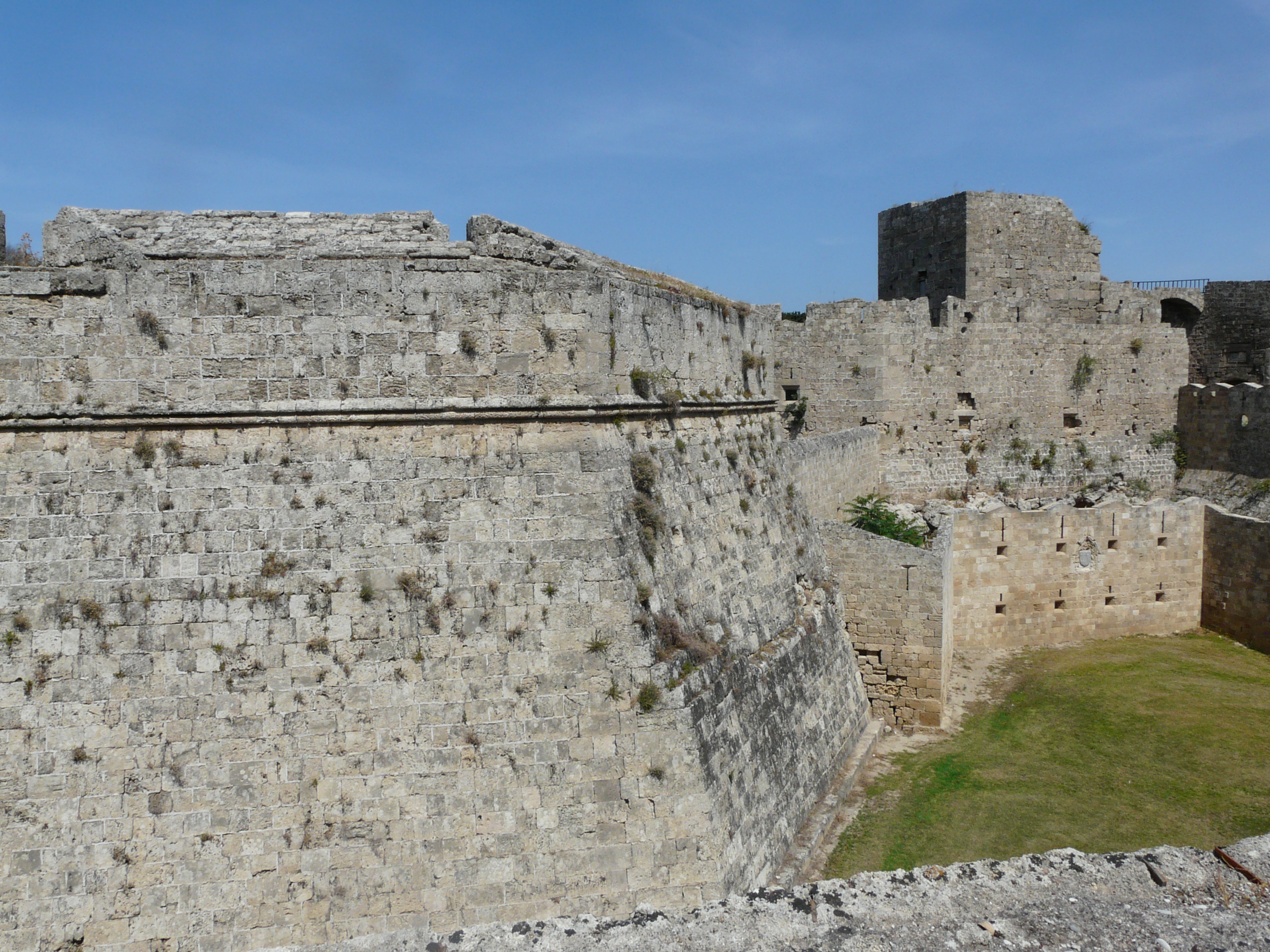